# سفولة اليمنة (حريضة)
'

تعديل مصدري - تعديل

سفولة اليمنة هي إحدى قرى عزلة حريضة بمديرية حريضة التابعة لمحافظة حضرموت، بلغ تعداد سكانها 138 نسمة حسب تعداد اليمن لعام 2004.